# Gordelfestival
Het Gordelfestival is een sportief evenement dat sinds 2013 de opvolger is van De Gordel. Net zoals zijn voorganger bestaat het programma van het Gordelfestival uit sportieve activiteiten zoals wandelen en fietsen, aangevuld met animatie zoals muziekoptredens en een toeristisch luik. Het sportieve luik wordt net zoals bij De Gordel verzorgd door Bloso, maar de globale organisatie wordt beheerd door de vzw De Rand.
Het Gordelfestival heeft een minder uitgesproken politiek karakter dan zijn voorganger, maar blijft aandacht hebben voor het Vlaams karakter van de Rand rond Brussel. Er worden in verschillende faciliteitengemeentes activiteiten georganiseerd. Het evenement blijft ook door actiecomités aangegrepen worden om politieke standpunten te maken en krijgt, zoals zijn voorganger, ook nog met sabotageacties te maken.

## Ontstaan en geschiedenis
Op 25 juni 2013 maakten de Vlaamse ministers Geert Bourgeois en Philippe Muyters bekend dat het Gordelfestival de opvolger zou worden van de Gordel. De ministers verklaarden de verandering onder andere vanuit het feit dat de belangstelling voor De Gordel afnam en dat er andere nieuwe initiatieven waren bijgekomen die zich richten op massasport.
Minister Bourgeois benadrukte bij de presentatie dat het evenement een brug wil vormen naar nieuwkomers uit Brussel en het buitenland, die een andere taal spreken. Het Gordelfestival wil een element van integratie zijn voor deze personen. Daarnaast blijft het festival ook aanwezig in de facliteitengemeentes.

### Uitgave 2013
De eerste uitgave van het Gordelfestival werd georganiseerd op 30 augustus en 1 september onder het motto "Bewegen klinkt goed". De klassieke wandel- en fietsroutes werden behouden, en er werden ook andere sporten aangeboden, zoals golf, hockey, zeilen en waterskiën. Er waren onder andere startpunten in het provinciaal domein van Huizingen, het Bloso-domein in Hofstade en in Pepingen. Langs de parcours werden randanimatie en optredens voorzien. In totaal waren er 12.400 deelnemers voor het eerste Gordelfestival.
In de faciliteitengemeenten Sint-Genesius-Rode en Linkebeek werd door militanten van het Taal Aktie Komitee en de Vlaamse Volksbeweging betoogd tegen de nieuwe formule, omdat deze volgens hen niet Vlaamsgezind genoeg is. Volgens de organisaties onderstreept het Gordelfestival het Vlaamse karakter van de Rand rond Brussel te weinig. Ook het Vlaams Belang voerde actie in Sint-Genesius-Rode en bekritiseerde het systeem van de taalfaciliteiten.

### Latere edities
De editie van 2014 overtrof sterk de eerste editie in aantal deelnemers. 23.000 personen deden mee. In 2015 waren er 19.000 deelnemers. De editie van 2016 zag terug een daling met 16.000 deelnemers, op een dag met mindere weersvoorspellingen en felle regenbuien de ochtend zelf. 26.000 mensen namen deel aan de zonnige vijfde editie van het Gordelfestival in 2017.
In 2018 namen zo'n 28.000 personen deel aan het Gordelfestival. Ver van de 112.000 die De Gordel in diens recordjaar 1993 haalde, maar het hoogste deelnemersaantal tot heden van de nieuwe formule.